# Сладък кестен
Сладкият кестен (Castanea sativa) е широколистно дърво. Расте предимно в кафяви горски почви, богати на хранителни вещества. Сладкият кестен е влаголюбив дървесен вид. Той има добре развита на дълбочина и ширина коренова система, което го предпазва от щети при силни ветрове. Сладкият кестен (наричан още Обикновен кестен) достига до височина 35 – 40 метра.
Листата на сладкия кестен са прости, цели и на дължина достигат до 25 см, а на ширина – до 8 см. Характерен за листата на сладкия кестен е тъмнозеленият цвят на горната им страна и силно назъбеният ръб на листото. Листните петури се прикрепят с немного дълга листна дръжка. Листата на сладкия кестен са богати на витамин K.
Сладкият кестен е еднодомно растение. Мъжките цветове са събрани в съцветия. Всеки отделен цвят има 5 – 6 околоцветни листчета, които са жълто-зелени на цвят. Всеки цвят разполага с 10 до 20 тичинки.
Плодовете му узряват от 4 до 5 месеца след цъфтежа на растението. Оптималния си плодоносен капацитет дървото от сладък кестен достига, когато е на около 50 години. Плодовете му са богати на скорбяла, захари и мазнини, поради което се използват за храна от човека.
Предполага се, че сладкият кестен произхожда от Азия. Среща се в Южна Европа, Северна Африка, Кавказ, Мала Азия. В България образува естествени насаждения в южната част на страната – по северните склонове на Беласица, Славянка, Пирин и Огражден. Най-компактни и големи са насажденията в Беласица. За кестеновите гори край Берковица в Западна Стара планина се смята, че имат изкуствен произход.
Сладкият кестен обикновено живее до 150-годишна възраст, а пределната му възраст е около 500 години. По-ранната гибел на сладкия кестен обикновено се причинява от гъбно заболяване, характерно за вида.

## Галерия
- Разцъфнало дърво на сладък кестен
- Вековно кестеново дърво
- Схема на частите на сладкия кестен
- Зрели кестенови плодове
- Castanea sativa
- Мъжки съцветия – реси
- Женски цветове